# ラスベガス市街地コース

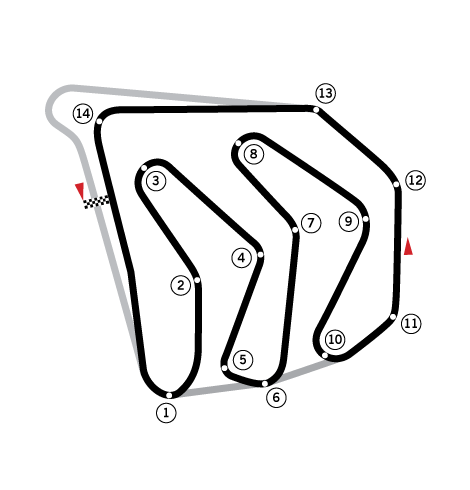
F1時代のコースレイアウト

シーザーズ・パレス・グランプリ・サーキット（米: Caesars Palace Grand Prix Circuit）は、1981年から1982年にネバダ州ラスベガスでF1シーザーズ・パレスグランプリが開催されたサーキット（特設市街地コース）。

## 概要
シーザーズ・パレスホテルの駐車場を利用して造られたコースで、高いコンクリートの壁とヘアピンの多さが特徴。駐車場を縁石とウォールで区切り、ランオフ部分に大量の砂を撒いたまさしく急造コースという雰囲気が漂っていた。
F1での開催は1981年-1982年の2年だけであったが、両年ともチャンピオン決定の舞台となり、1981年はネルソン・ピケが、1982年はケケ・ロズベルグが初のチャンピオンを獲得した。1981年は酷暑の中で行われ、ピケはフィニッシュ後に失神寸前の状態になり、マーシャルの助けを借りてコクピットを降りている。
コースレイアウトの単調さによりドライバーや観客にも不評で観客動員も伸び悩み、シーザーズ・パレスホテルの経営を圧迫したため1982年でF1の開催を終了し、翌1983年からCARTインディカー・ワールド・シリーズの一戦として、コースレイアウトも駐車場の外周部を用いたバンク角のないオーバルトラックに変更された。F1時代と異なりドライバーからは高評価を得られたが、こちらも1984年までの2回で開催終了となった。
2023年からラスベガスで41年ぶりにF1が開催された（名称はラスベガスグランプリ）が、新設されたラスベガス・ストリップ・サーキットはかつて開催されていたシーザーズ・パレスの真横を通っている。